# کاسالتو کردانو
کاسالتو کردانو (به ایتالیایی: Casaletto Ceredano) یک کومونه در ایتالیا است که در استان کریمونا واقع شده‌است. کاسالتو کردانو ۶٫۵ کیلومتر مربع مساحت و ۱٬۰۹۸ نفر جمعیت دارد.